# Trekvogelpad
Het Trekvogelpad (LAW 2) is een langeafstandswandelpad in Nederland. Het pad ontstond in 1999 bij gelegenheid van het 100-jarig bestaan van de Vogelbescherming Nederland door drie langeafstandswandelpaden - het Waterlandpad, het Heuvelrugpad en het Gelrepad - samen te voegen. De route voert van Bergen aan Zee (Zeeaquarium) aan de Noordzee naar Enschede en heeft een lengte van 414 kilometer. Het Trekvogelpad is in beide richtingen beschreven in de gelijknamige Nivon-wandelgids. De recentste uitgave is de 6e druk uit 2022. 
Dat de route is uitgezet ter gelegenheid van het jubileum van de Vogelbescherming blijkt onder andere uit de ruime aandacht voor de vogels die in de verschillende gebieden gezien kunnen worden. Ook andere (cultuur-historische) bezienswaardigheden zijn in de gids beschreven.
Het Trekvogelpad is in beide richtingen aangegeven met de internationaal bekende wit-rode merktekens van langeafstandswandelpaden. Het kruist het Pieterpad in Vorden.

## Etappes
| 1  | Bergen aan Zee | - | Alkmaar            |
| 2  | Alkmaar        | - | Spijkerboor        |
| 3  | Spijkerboor    | - | Amsterdam          |
| 4  | Amsterdam      | - | Weesp              |
| 5  | Weesp          | - | Hilversum          |
| 6  | Hilversum      | - | Soesterberg        |
| 7  | Soesterberg    | - | Doorn              |
| 8  | Doorn          | - | Rhenen             |
| 9  | Rhenen         | - | Ede                |
| 10 | Ede            | - | Hoenderloo         |
| 11 | Hoenderloo     | - | Brummen            |
| 12 | Brummen        | - | Vorden             |
| 13 | Vorden         | - | Eibergen           |
| 14 | Eibergen       | - | Enschede (station) |

## Bijzonderheden
Bezienswaardigheden zijn per kaart in volgorde omschreven van west naar oost.
- Vooral in Noord-Holland wordt op veel plaatsen door vogelbroedgebied gelopen. Tijdens het broedseizoen van 15 maart tot 1 juli (of in geval het Trekvogelpad met een hond wordt gelopen) kunnen alternatieve routes worden gevolgd, die op de kaarten staan aangegeven.
- De route gaat door het Nationaal Park De Hoge Veluwe. Voor de toegang tot het park is het verplicht om een kaartje te kopen.
- Het eindpunt van het Trekvogelpad is het station van Enschede.
- Het Trekvogelpad kruist in Bergen aan Zee het Hollands Kustpad, in Spijkerboor, Weesp en Naarden het Waterliniepad, in Amsterdam het Zuiderzeepad, in Diemen en Weesp het Floris V-pad, bij Baarn en Amerongen het Utrechtpad, bij Hollandsche Rading en Soest het Marskramerpad, bij Rhenen het Maarten van Rossumpad, bij Otterlo en Loenen het Veluwe Zwerfpad, tussen Eerbeek en Brummen het Hanzestedenpad, bij Brummen en Ruurlo het Graafschapspad en bij Vorden het Pieterpad.

## Openbaar vervoer
Aansluitingen op het openbaar vervoer zijn onder meer aanwezig in plaatsen met een station, aan of redelijk dicht bij de route: te Alkmaar, Amsterdam, Weesp, Hilversum, Hollandsche Rading, Maarn, Rhenen, Ede-Wageningen, Brummen, Vorden, Ruurlo en Enschede. Op de meeste kaarten in de wandelgids zijn één of meer bushaltes aangegeven.

## Afbeeldingen

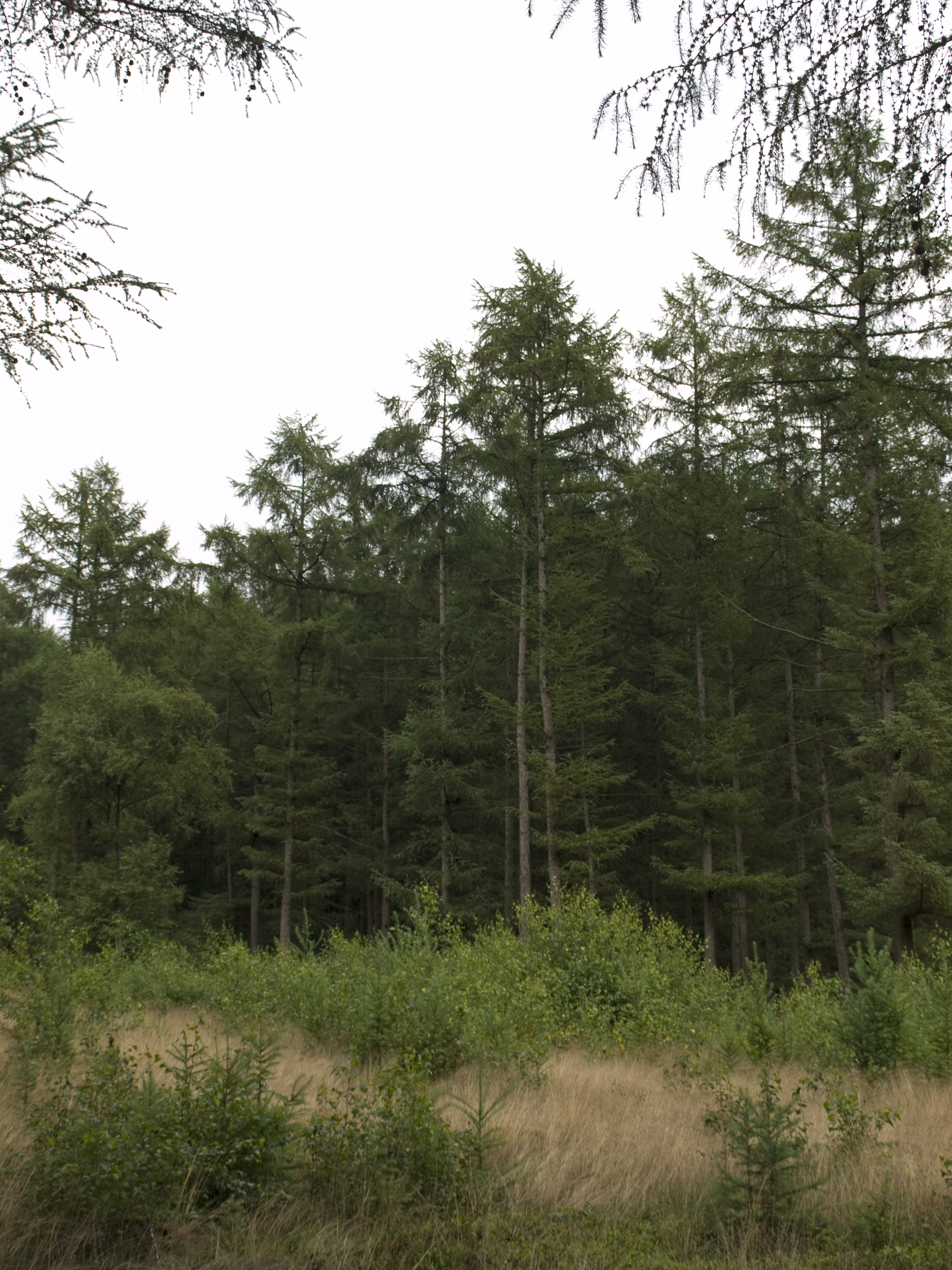
Lariksebos, etappe Doorn - Rhenen, in Nationaal Park Utrechtse Heuvelrug
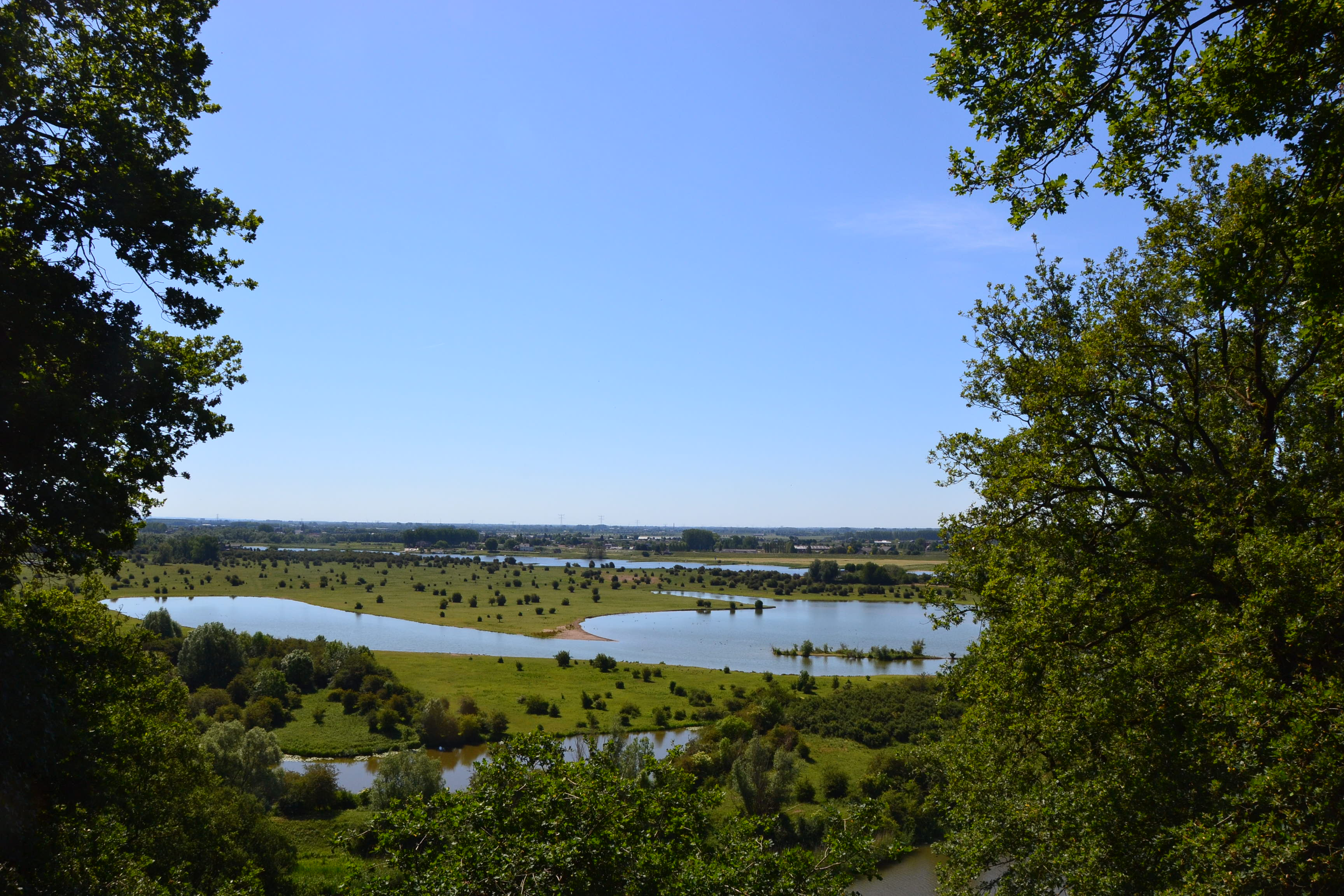
Gezicht op de Grebbeberg